# Esport a l'Uruguai

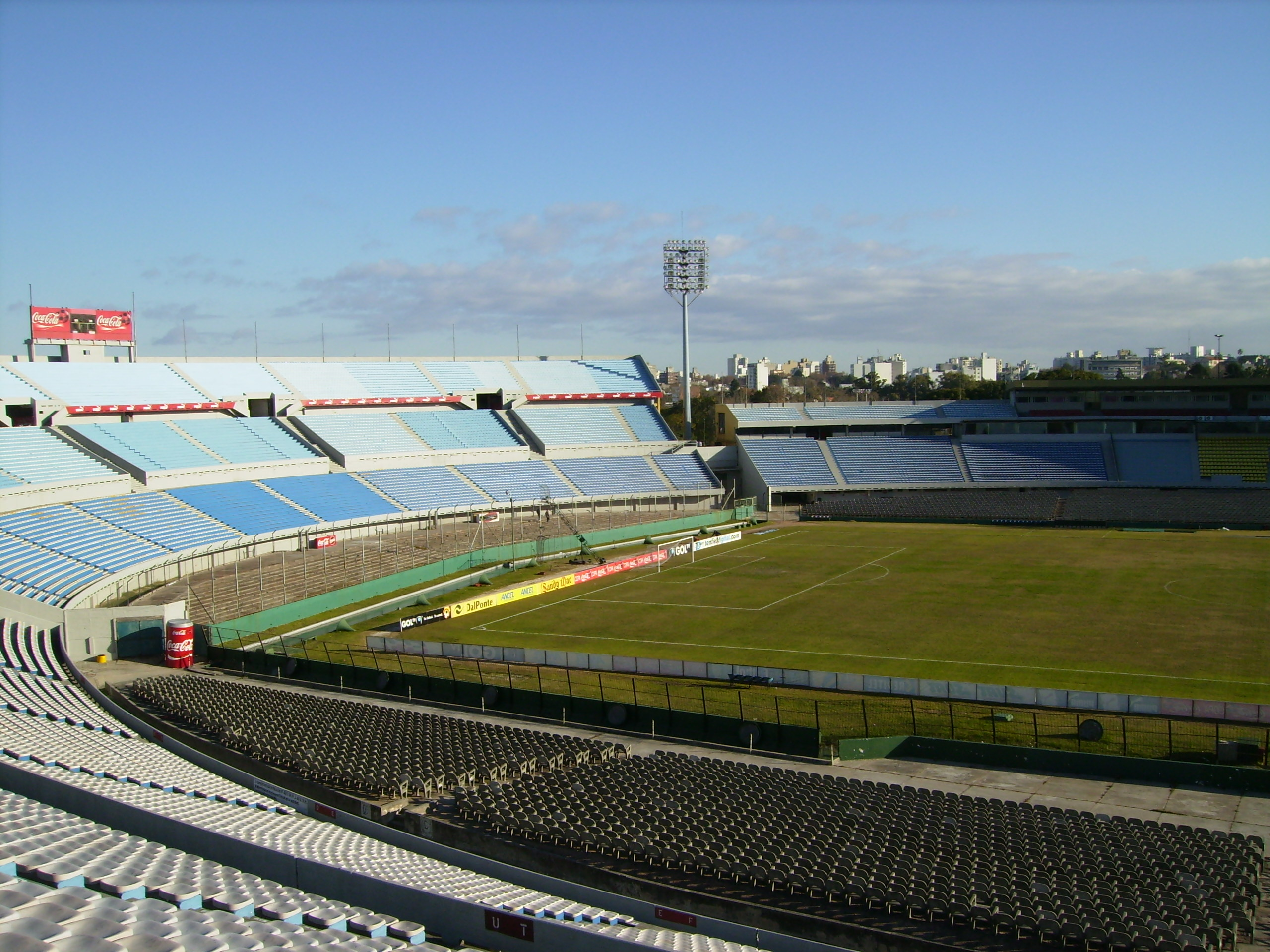
Estadio Centenario, seu de la primera Copa del Món de Futbol de 1930.

L'esport té una influència important a l'Uruguai. Ha estat part de la cultura del país des dels primers anys de la seva història. Uruguai compta amb dos campionats mundials de futbol guanyats, 14 copes d'Amèrica, el Roland Garros, i algunes medalles olímpiques, entre d'altres. Avui dia els esports amb més seguidors i practicants a l'Uruguai són el futbol, el basquetbol, el rugbi, el tennis i el ciclisme. També hi ha molts altres esports, que tot i ser més minoritaris, tenen o han tingut força importància, i on l'Uruguai ha estat pioner a l'Amèrica del Sud, com ara la boxa, el rem, el golf, la natació o el waterpolo, entre d'altres.
El principal esdeveniment esportiu celebrat a l'Uruguai ha estat la Copa del Món de Futbol de 1930, a Montevideo.

## Futbol

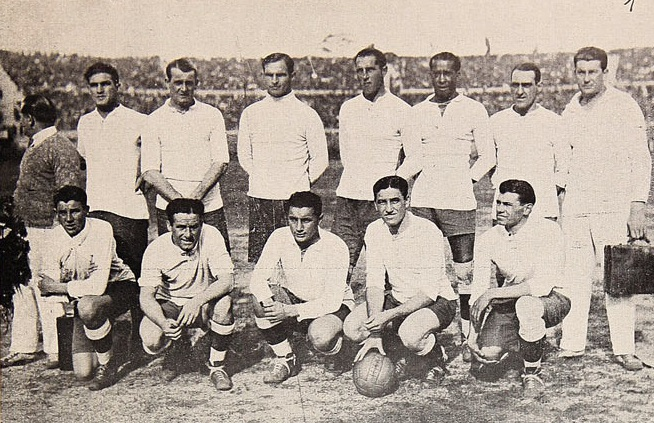
Selecció de l'Uruguai campió del món el 1930.

El futbol és l'esport més important a l'Uruguai pel que fa a seguidors i nombre de practicants. Es va introduir a finals del segle xix, principalment per l'entusiasme de treballadors britànics residents al país, fundadors d'un dels dos primers equips de futbol, el Club Atlético Peñarol. L'altre és el Club Nacional de Football.
L'Uruguai guanyà una medalla d'or olímpica el 1924 i una altra el 1928, durant els Jocs Olímpics celebrats a Europa, possiblement el torneig més important del món abans de la creació de la Copa del Món de Futbol el 1930., Aquesta és la raó de les quatre estrelles a la samarreta de la selecció de futbol de l'Uruguai. La primera Copa del Món, la qual l'Uruguai guanyà, se celebrà el 1930 a Montevideo. L'Estadio Centenario, el nom del qual fa referència als cent anys de la independència uruguaiana (1830-1930), va ser construït per a la primera Copa del Món i actualment és el principal estadi del país i està reconegut per la FIFA com a Monument Històric del Futbol Mundial.
Uruguai també guanyà la Copa del Món de Futbol de 1950, en derrotar a la selecció de futbol de Brasil a l'Estadi Maracaná, a Rio de Janeiro. Aquest event ha tingut una repercussió important a la història del futbol mundial, i va rebre el nom de Maracanaço. El país també ha participat de moltes copes del Món de Futbol, essent les dues darreres la Copa del Món de Futbol de 2002, a Corea del Sud i Japó, i la Copa del Món de Futbol de 2010, a Sud-àfrica.
A més a més, l'Uruguai ostenta el rècord, al costat de la selecció de futbol de l'Argentina, de catorze copes d'Amèrica de futbol guanyades. L'última va ser el 1995 davant el Brasil, a Montevideo. Alguns dels jugadors de futbol més destacats de l'Uruguai són Enzo Francescoli, Sebastián Abreu, Luis Suárez (millor jugador de la lliga holandesa l'any 2010 amb l'Ajax) i Diego Forlán.
El 2010, la selecció de futbol de l'Uruguai va aconseguir ser entre les quatre millors del món al mundial de Sud-àfrica. Així mateix, Diego Forlán va obtenir la Pilota d'Or del mundial.

## Basquetbol
El basquetbol s'ha convertit en una alternativa competitiva al futbol i al rugbi. La Federació Uruguaiana de Basquetbol (en castellà i oficialment, Federación Uruguaya de Basketball) presumeix d'una història esportiva significativa. La selecció de basquetbol de l'Uruguai acabà a la sisena posició als Jocs Olímpics de Berlin 1936, 5a. a Londres 1948, 3a. a Helsinki 1952, 3a. a Melbourne 1956, 8a. a Roma 1960, i 8a a Tòquio 1964. Després d'aquesta trajectòria, l'equip no va classificar com a finalista en cap altra competició fins als Jocs de 1984 a Los Angeles, on sortiria a la sisena posició.
L'Uruguai també ha guanyat 12 campionats sud-americans i ha participat en campionats panamericans i mundials. El país també va ser la seu del Campionat del Món de bàsquet masculí de 1967. La Lliga Uruguaiana (Liga Uruguaya), la principal del país, atreu a molts jugadors de l'Argentina i del Brasil. Esteban Batista, actual jugador del Baloncesto Fuenlabrada, va ser el primer uruguaià a jugar a l'NBA.

## Rugbi
Amb una història que data dels anys 1940, rugbi és el tercer esport més popular a l'Uruguai. Després de l'accident aeri dels Andes i dels llibres publicats sobre el tema, el rugbi uruguaià va cobrar major popularitat i seguiment internacional. A més, l'Uruguai va aconseguir classificar-se per primera vegada el 1999 al mundial de rugbi, celebrat a Gal·les, i un altre cop al mundial del 2003, al costat de l'Argentina, el Canadà i els Estats Units.
La selecció de rugbi de l'Uruguai, més coneguda com Los Teros, representa a l'Uruguai a nivell internacional. L'equip es troba governat per la Unió de Rugbi de l'Uruguai i ocupa el segon lloc a l'América del Sud, després de la selecció de l'Argentina, i el 20è al món.

## Tennis

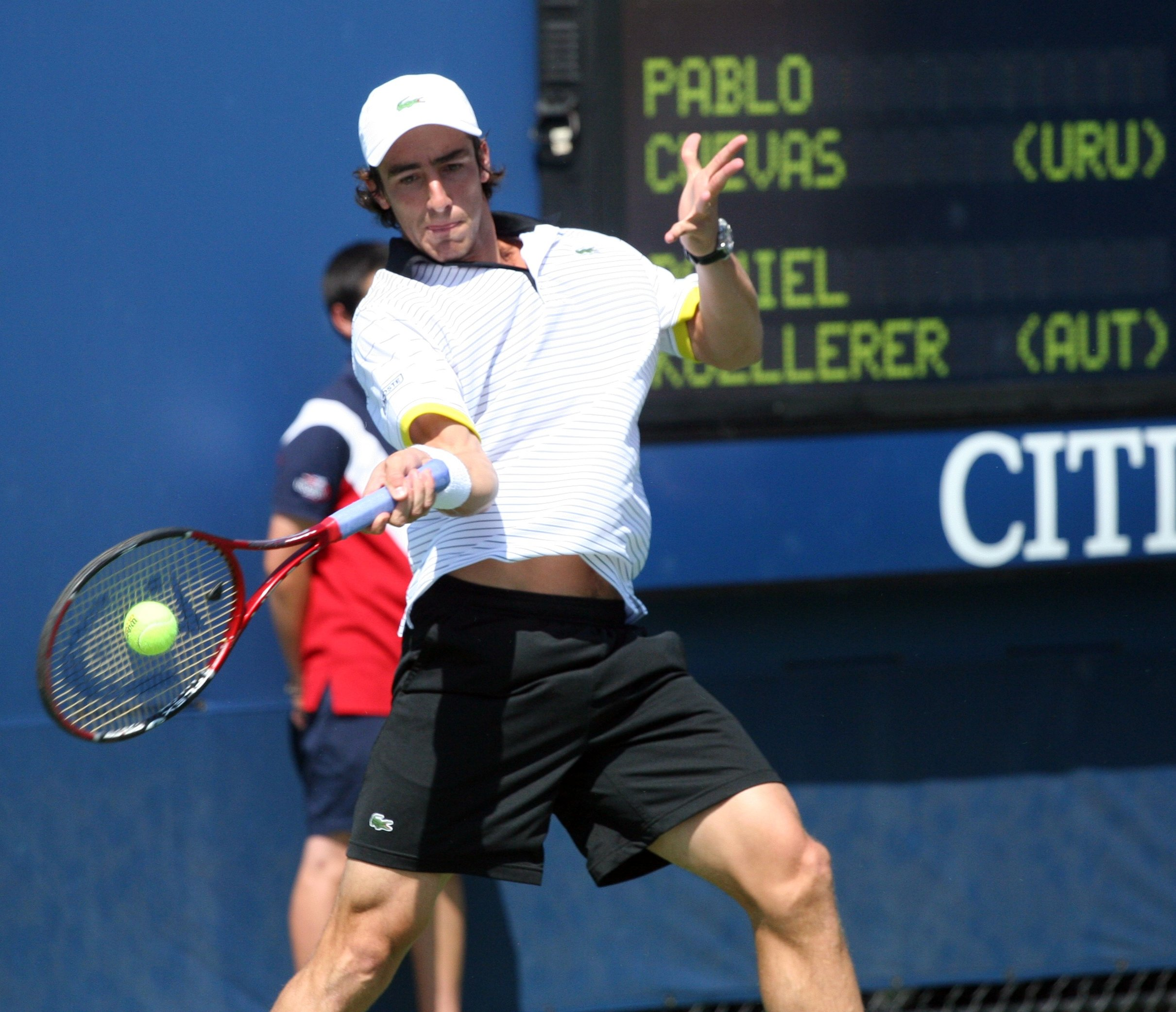
Pablo Cuevas, 2009.

El tennis és el quart esport en importància. Tot i que els jugadors uruguaians no han arribat a llocs significatius com els argentins o els xilens, Marcelo Filippini va aconseguir la 30a posició al rànquing mundial el 1990. Filippini arribà als quarts de final del Roland Garros de 1999. L'equip de la copa Davis de l'Uruguai actualment competeix al Grup I de la zona regional d'Amèrica. Tanmateix, Pablo Cuevas (n. 1986) és en l'actualitat el tennista masculí uruguaià millor posicionat.
Altres tennistes destacats són Fiorella Bonicelli, campiona del Roland Garros de dobles mixts, i Federico Sansonetti, professional des de 2008.

## Ciclisme
És un esport popular, el qual es desenvolupa en tots els departaments del país. Quant a les competències de ruta, són tradicionals la Volta Ciclista de l'Uruguai i Rutes d'Amèrica, les quals recorren tot el país, amb gran adhesió del públic que els rep en cada ciutat. Participen diversos clubs de l'Uruguai i també d'altres països americans.
Milton Wynants guanyà una medalla d'argent als Jocs Olímpics de Sydney de 2000.

## Boxa

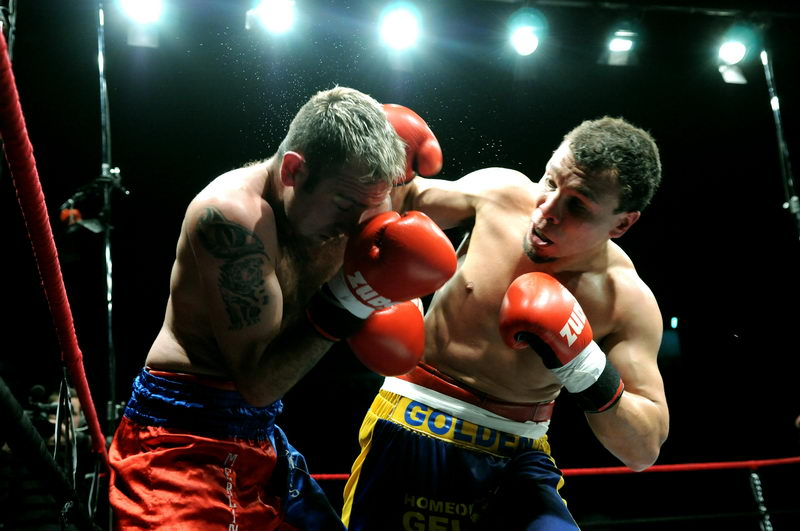
Boxa al Palau Peñarol de Montevideo. Richard Vidal (Uruguai) vs. Fernando González (Argentina), l'any 2008.

La boxa a l'Uruguai gaudeix de certa popularitat, sobretot entre els més joves. El país té una medalla de bronze en aquest esport i al llarg de la seva història ha participat en els Jocs Olímpics. Alguns dels boxejadors més destacats són Alfredo Evangelista, nacionalitzat espanyol i campió europeu; José María Flores Burlón, amb un gran palmarès; Juan Carlos Montiel, medallista de bronze als Jocs Panamericans de 1987; i els olímpics Manuel Smoris, José Feans, Juan Bregaliano, Alfredo Petrone i Andrés Recalde, entre d'altres.
L'expresident de l'Uruguai, Tabaré Vázquez, aficionat a la boxa, va promoure una campanya coneguda com a Knock Out a las Drogas, una iniciativa per promoure l'esport entre els joves amb problemes de drogaddicció, amb la fi de poder combatre la droga amb la salut d'aquest esport. Recentment, la boxejadora Christian Ariadna Namús es va convertir en la primera uruguaiana a guanyar un títol mundial del pes superlleuger.

## Natació
La natació també gaudeix de certa popularitat a l'Uruguai. El país va competir en nombrosos torneigs internacionals, entre ells els Jocs Olímpics d'estiu. Alguns nedadors olímpics destacats són els germans Paul i Martín Kutscher, que van competir a les edicions de 2000 i 2004 i 2004 i 2008, respectivament, Francisco Picasso Risso, Serrana Fernández, amb una trajectòria destacada tant als Jocs Olímpics com als Panamericans, i Diego Gallo González, també competidor als Jocs Olímpics de 2000. Carlos Scanavino també va tenir una participació notable als Jocs Panamericans.